# Ender Alkan
Ender Alkan (* 2. Januar 1977 in Zara) ist ein ehemaliger türkischer Fußballspieler und -trainer.

## Spielerkarriere

### Verein
Alkan begann mit dem Vereinsfußball in der Jugend vom damaligen Drittligisten Maltepespor. 1995 wurde er mit einem Profivertrag ausgestattet in den Kader der 1. Mannschaft aufgenommen und gab hier sein Profidebüt. Nach einer Spielzeit wechselte er innerhalb der Stadt Istanbul zum Zweitligisten Kartalspor. 
Für Kartalspor spielte er die nächsten zwei Jahre, ehe er im Sommer 1998 in die 1. Lig zum Erstligisten Bursaspor wechselte. Zuvor versuchte ihn auch der türkische Spitzenklub Galatasaray Istanbul zu verpflichten. Bei seinem neuen Arbeitgeber gelang ihm auf Anhieb der Sprung in die Stammelf, sodass er in den nächsten fünf Jahren eine feste Größe in der Mannschaft war. Erst in der Saison 2003/04 verlor er seinen Stammplatz und wechselte daher in der Winterpause zum Ligarivalen MKE Ankaragücü. Für diesen Klub spielte er lediglich bis zum Saisonende, ehe er dann beim Erstligisten Denizlispor anheuerte. Für diesen Klub spielte er die nächsten eineinhalb Jahre und kam während dieser Zeit über die Rolle des Ergänzungsspielers nicht hinaus. So zog er in der Winterpause der Saison 2005/06 zum Ligarivalen Diyarbakırspor weiter. Da dieser Verein als Tabellenletzter den Klassenerhalt verpasst hatte, wurde der Vertrag mit Alkan nicht verlängert.
Im Sommer 2006 kehrte Alkan zu seinem ersten Klub Maltepespor zurück. Nachdem er hier eine aufsteigende Leistungskurve gezeigt hatte, verpflichtete ihn der Zweitligist Kasımpaşa Istanbul zum Frühjahr 2007. Zum Saisonende erreichte Alkan mit diesem Klub den Playoff-Sieg der Zweitligasaison 2006/07 und damit den Aufstieg in die Süper Lig. In die Süper Lig aufgestiegen absolvierte Alkan bis zur Winterpause lediglich zwei Ligaspiele, weshalb er für die Rückrunde an Darıca Gençlerbirliği ausgeliehen wurde.
Im Sommer 2008 verließ Alkan Kasımpaşa, spielte der Reihe nach für Zeytinburnuspor, Sarıyer SK und Bugsaş Spor und beendete im Sommer 2011 seine Fußballspielerkarriere.

### Nationalmannschaft
Alkan war 2000 einmal für die türkische U-21-Nationalmannschaft aktiv.

## Trainerkarriere
Ab 2013 begann Alkan als Trainer zu arbeiten und betreute als erste Tätigkeit die U-15-Mannschaft von Kayseri Erciyesspor. Mit dem Rücktritt vom Cheftrainer Hikmet Karaman verließ auch Alkan zum Sommer 2014 Erciyesspor. Im Dezember 2014 folgte er Karaman zu Çaykur Rizespor und übernahm hier die U-21-Mannschaft. Nebenher fungierte er auch als Co-Trainer.

## Erfolge
Mit Kasımpaşa Istanbul
- Playoff-Sieger der TFF 1. Lig und Aufstieg in die Süper Lig: 2006/07